# 江亢虎
江 亢虎（こう こうこ）中華民国の政治家・左翼運動家。清末に中国社会党を結成し、その指導者となった。しかし後年になると伝統思想に傾倒し、保守派と目されるようになる。汪兆銘政権が成立すると、その要人となった。旧名は紹銓。

## 事績

### 中国社会党の結成

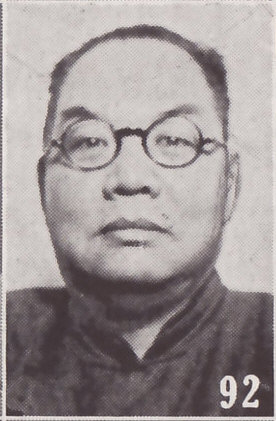
江亢虎別影（『最新支那要人伝』1941年）

12歳の時に北京の東文学堂に入り、1901年（光緒27年）に日本に留学する。以降1903年（光緒29年）・1907年（光緒31年）と日本留学を果たし、その過程で社会主義者やアナキストと交わり社会主義思想に傾倒した。1909年（宣統元年）、ブリュッセルで開催された第二インターナショナル大会に参加する。
1910年（宣統2年）から翌年にかけて欧州各国を訪問した後に、上海で社会主義研究会を組織し、1911年（宣統3年）11月に社会主義研究会を改組して中国社会党を結成した。江の回想によれば、一時は400余りの支部と50万人の党員を抱えたとされる。結党当初の社会党綱領にはアナキズムの影響も見られたが、翌年には早くも改良主義的傾向を明確化する。このため、沙淦らアナキスト系が党外へと去った。

### 左翼運動の中での失脚、転向
1913年（民国2年）に袁世凱によって社会党を解散させられると、江亢虎は渡米してカリフォルニア大学で講師を勤めた。このとき、1万冊の中国語蔵書を同大学に寄贈したとされる。1920年（民国9年）に帰国の後、1921年（民国10年）にソ連を訪問し、モスクワで開催されたコミンテルン第3回代表大会に参加した。この時おそらく中国人としては初めてレーニンと会見している。この頃彼は民主集中制と少数の指導層による革命を指向していたと言われるが、折しも陳独秀・李大釗らによって1920年に中国共産党が結成され中国共産党に参加していた張太雷と于秀松がコミンテルン議長のジノヴィエフに対し「江は単なる政客に過ぎず中国のプロレタリアを代表していない」と異議をとなえる書簡を送付。結局中国共産党が中国のプロレタリア政党として認知され、以降中国の左翼運動は共産党が中心となっていく。一方で敗れた江は、帰国してからは反共を前面に出した新社会主義を主張した。
1924年（民国13年）に社会党を再結成（翌1925年に中国社会民主党と改称）した。しかし国民党による北伐が進展していく中で、江亢虎は直隷派の呉佩孚を支持したため、国内世論の非難を浴びることになる。まもなく同党は解散し、江亢虎は1927年（民国16年）に再渡米し、カナダのマギル大学で教鞭を取った。1933年（民国22年）に帰国すると、以後の江は伝統思想に傾倒し、保守・反共著述に専念した。

### 汪兆銘政権での活動
日中戦争（抗日戦争）勃発後、江亢虎はいったん香港に逃れたが、1939年（民国28年）に汪兆銘（汪精衛）の要請を受けて上海に赴く。江は「双十節対時局宣言」を執筆・発表し、中国文化を中心として東亜新秩序を樹立することを主張した。1940年（民国29年）3月に汪兆銘政権（南京国民政府）が成立すると、江は国民政府委員、考試院副院長を歴任し、1942年（民国31年）に考試院院長に昇進した。
戦後、江亢虎は漢奸として蔣介石の国民政府に逮捕されたが、国共内戦の間は江の裁判は開かれなかった。中華人民共和国成立後も、江はそのまま上海で収監され続け、1954年12月7日に上海の獄中で病死した。享年72（満71歳）。